# Kaliumferrioxalaat
Kaliumferrioxalaat is een anorganische verbinding van kalium en ijzer met als brutoformule K3[Fe(C2O4)3]. Het ijzer-atoom bevindt zich in oxidatietoestand +III. De stof komt voor als groene kristallen die oplosbaar zijn in water.

## Synthese
Kaliumferrioxalaat wordt gesynthetiseerd door een reactie tussen ijzer(III)sulfaat, bariumoxalaat en kaliumoxalaat:
{\displaystyle {\ce {Fe3(SO4)3 + 3BaC2O4 + 3K2C2O4 -> 2K3[Fe(C2O4)3] + 3BaSO4}}}

## Isomerie
Er bestaan, door de chelatie die optreedt tijdens de complexvorming, 2 stereo-isomeren van kaliumferrioxalaat. Om deze uit elkaar te houden, is overeengekomen dat men aan de linksdraaiende molecule het Griekse symbool lambda (Λ) geeft en aan de rechtsdraaiende het symbool delta (Δ).